# دانا گیا
دانا گیا (به ایتالیایی: Dana Ghia) (زاده ۱۳ ژوئیه ۱۹۳۲) بازیگر ایتالیایی است.
از فیلم‌های معروف او می‌توان به بازی در امروز می‌کشیم، فردا می‌میریم!، زن بی‌حیا، پروانه خون‌آلود و این دنیای دیوانهٔ دیوانهٔ ترانه اشاره کرد.